# Hasseltiopsis dioica
Hasseltiopsis dioica är en videväxtart som först beskrevs av George Bentham, och fick sitt nu gällande namn av Herman Otto Sleumer. Hasseltiopsis dioica ingår i släktet Hasseltiopsis och familjen videväxter. Inga underarter finns listade i Catalogue of Life.